# Florian Klenk

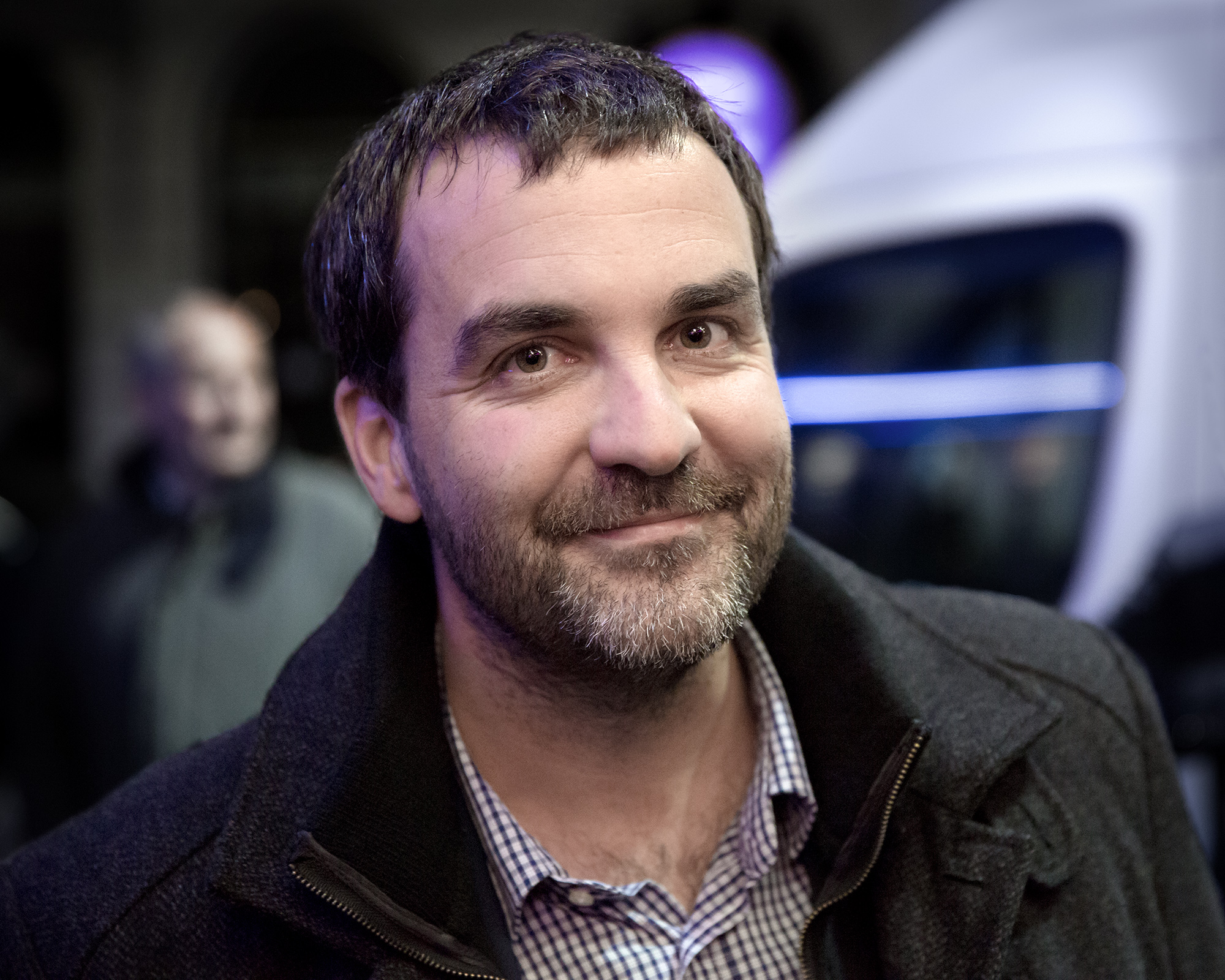
Florian Klenk (2016)

Florian Rudolf Klenk (* 23. Juni 1973 in Wien) ist ein österreichischer Journalist, Autor, Podcaster und Jurist. Seit Anfang Juni 2012 ist er Chefredakteur und seit Dezember 2020 Mitgesellschafter der österreichischen Wochenzeitung Falter.

## Leben
Klenk ist promovierter Jurist. Er studierte Rechtswissenschaft an der Universität Wien und in den Niederlanden und strebte ursprünglich an, Strafverteidiger zu werden. Seine Dissertation Pressefreiheit und Unschuldsvermutung (2000) an der Universität Wien hatte die Rechtsprobleme der Kriminalberichterstattung unter besonderer Berücksichtigung der Europäischen Menschenrechtskonvention und des Mediengesetzes zum Inhalt.
Während des Studiums war Klenk bei helping hands engagiert, einer im Bereich der Rechtsberatung zum Fremdenrecht tätigen NGO. Viele der Fälle betrafen in dieser Zeit, den Jahren des Bosnienkrieges, Flüchtlinge aus dem ehemaligen Jugoslawien. Daneben arbeitete er auch als freier Mitarbeiter bei der Tageszeitung Kurier, wo er vorwiegend mit Gerichtsreportagen befasst war. Die Möglichkeit, auf diese Weise auf Vorgänge und Missstände hinweisen und mitunter mehr bewegen zu können als in der Funktion des Rechtsberaters, führte dazu, dass er ganz zum Journalismus wechselte.
Er wurde freier Mitarbeiter und Redakteur der Wiener Wochenzeitung Falter. Von November 2005 an war er als Redakteur für Die Zeit in Hamburg tätig und kehrte im Mai 2007 als Politikchef und stellvertretender Chefredakteur zum Falter zurück. An der FH Wien unterrichtet er am Institut für Journalismus & Medienmanagement Recherche. Im Sommersemester 2010 hatte Klenk die Theodor-Herzl-Dozentur für „Poetik des Journalismus“ an der Universität Wien inne.
Bekannt ist Klenk als investigativer Journalist, unter anderem in Bezug auf Menschenrechtsverletzungen, Korruption, Menschenhandel oder Missstände im Justiz- und Polizeiapparat. Seine Recherchen über Wiener Frauenhändler waren Grundlage für Elfriede Jelineks Stück Über Tiere. Besondere mediale Aufmerksamkeit fanden Klenks Recherchen zum Fall des im Juli 2003 bei einem Polizeieinsatz in Wien ums Leben gekommenen Exil-Mauretaniers Seibane Wague und des erstickten Schubhäftlings Marcus Omofuma. Er deckte auch menschenunwürdige Haftbedingungen in österreichischen Gefängnissen auf, etwa in Krems-Stein und in der Justizanstalt Josefstadt. In der Zeit dokumentierte er Missstände sowie die Verwicklungen deutscher Behörden in das Gefangenenlager der Guantanamo Bay Naval Base.
2005 kritisierten einige Anti-Rassismus-Initiativen und die Zeitschrift malmoe Klenk wegen einer Reportage über Drogenkriminalität. Sie warfen ihm vor, er habe in seiner Argumentation zum Teil Stereotype verwendet, die auch von Rassisten verwendet werden. Klenk und die Chefredaktion des Falters wiesen diese Vorwürfe zurück. Auch die Zeitschrift der Initiative Minderheiten verteidigte den Journalisten gegenüber der Art der Angriffe.
Im Herbst 2007 war Klenk an der Aufdeckung der Amtsmissbrauchaffären in der Wiener Polizei im Zusammenhang mit dem Verein der Freunde der Wiener Polizei beteiligt. Im August 2009 veröffentlichte er vertrauliche Akten aus der Weisungsabteilung des Bundesministeriums für Justiz, die den Verdacht politischer Einflussnahmen in sensiblen Strafverfahren gegen Politiker, Richter und Polizisten nahelegten. Die Enthüllungen lösten eine breite Debatte über das Weisungsrecht des Justizministers aus. Kurz nach Erscheinen der Artikelserie wurde Klenks Weblog vom Justizministerium kurzzeitig blockiert, sodass die Mitarbeiter im Ministerium keinen Zugriff mehr darauf hatten. Klenk warf dem Ministerium Zensur vor. Die Justizministerin wies die Vorwürfe zurück und berief sich auf einen automatisch, anhand von Stichworten arbeitenden Filter.
In der Spenden- und Spesenaffäre des ehemaligen österreichischen Finanzministers Karl-Heinz Grasser enthüllte er immer wieder verschiedene Vorgänge und Machenschaften. Im Dezember 2010 publizierte er Auszüge aus ihm zugespielten Telefonüberwachungsprotokollen von Gesprächen Grassers mit mehreren Beratern und Geschäftspartnern. Die Kabarettisten Florian Scheuba, Robert Palfrader und Thomas Maurer inszenierten mit den Protokollen unter Klenks Regie eine Lesung im Audimax der Universität Wien, die von Hans Rauscher als „neues österreichischer Nationalepos“ bezeichnet wurden.

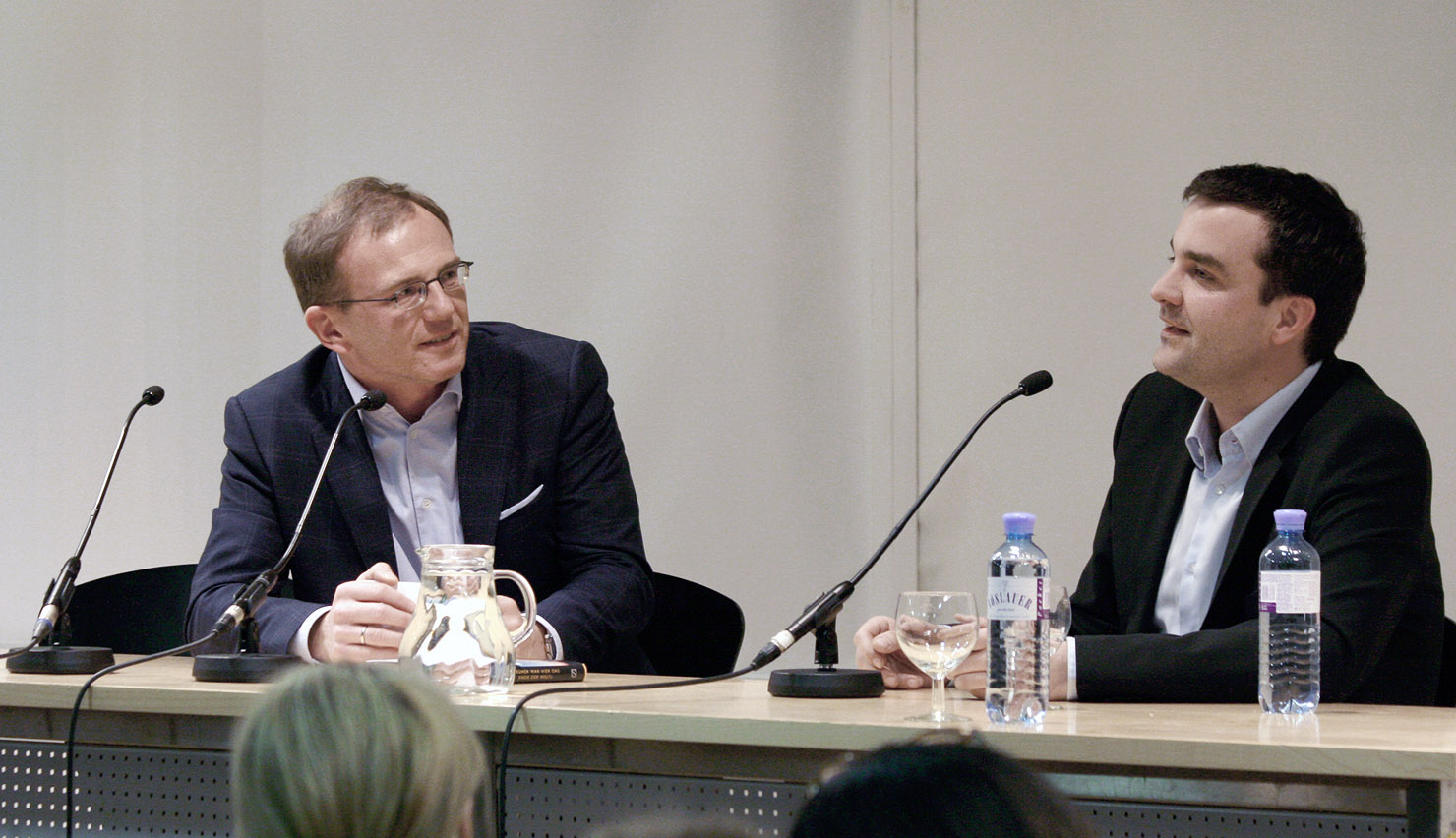
Florian Klenk (rechts) mit Armin Wolf bei einer Präsentation von Klenks Buch „Früher war hier das Ende der Welt“ – Reportagen (Wien 2011)

Im März 2011 erschien Florian Klenks erstes Buch „Früher war hier das Ende der Welt“  mit 16 zuvor bereits zum Teil im Falter publizierten Reportagen.
2016 war er für das International Consortium of Investigative Journalists (ICIJ) des Center for Public Integrity (CPI) an der Auswertung der Panama Papers beteiligt. Anfang 2017 veröffentlichte er einen Bericht zur Dr. Erwin Pröll Privatstiftung; die Enthüllung führte zu einem Rechnungshofbericht und danach zur Auflösung der Stiftung. Nachdem die Journalistin Anna Thalhammer (Die Presse) im Herbst 2017 Enthüllungen über sexuelle Belästigung durch Peter Pilz veröffentlicht hatte, bekam Klenk via Twitter Hinweise auf weitere ähnliche Vorkommnisse und konfrontierte Pilz damit. Der Listenführer der Liste Pilz trat daraufhin von seinem Mandat zurück beziehungsweise nahm es nicht an. Im November 2018 veröffentlichte Klenk gemeinsam mit dem Schriftsteller Doron Rabinovici bei Zsolnay das Buch „Alles kann passieren“, in dem die Reden europäischer Rechtspopulisten dokumentiert werden. Mit dem damaligen Chef der Statistik Austria, Konrad Pesendorfer, veröffentlichte Klenk 2018 das Fact-Book Zahlen, bitte! Was Sie schon immer über Österreich wissen wollten (Falter-Verlag). 
Im Oktober 2021 veröffentlichte Klenk seine Reportage Bauer und Bobo über sein Leben als Praktikant beim steirischen Bergbauern Christian Bachler im Zsolnay Verlag. Das Buch war Grundlage der Dokumentation Der Bauer und der Bobo, die im April 2022 in den österreichischen Kinos anlief und später (auch unter dem englischen Titel The Farmer and the Hipster mit englischen Untertiteln) auf Netflix zu sehen war. 
Klenk betreibt seit dem Jahr 2022 mit dem bekannten Wiener Gerichtsmediziner Christian Reiter für den Falter den Podcast „Klenk + Reiter“, in dem die beiden Kriminalfälle, historische Causen und Gerichtsprozesse besprechen.
Nachdem Armin Thurnher mit 1. März 2025 die Falter-Chefredakteursposition aufgibt, ist Florian Klenk ab März 2025 alleiniger Chefredakteur.

## Parteimedien-Diskussion
Am 19. Mai 2021 brachte der Journalist Claus Reitan eine Privatklage gegen Klenk nach dem Mediengesetz ein, weil dieser Reitan als Chefredakteur und seine Mitarbeiter des vom ÖVP-Parlamentsklub betriebenen Blogs Zur Sache in einem „Falter-Podcast“ vom 15. April als „hirnbescheuert“ und als „junge Politruks“ bezeichnet haben soll. Geklagt wurde auf Unterlassung und einstweilige Verfügung. Der Streitwert belief sich auf 35.000 Euro. Klenk machte die Angelegenheit auf Twitter publik und löste damit eine Diskussion über Chancen und Gefahren von Parteimedien aus. Am 28. Juni 2021 entschied das Handelsgericht Wien in einer ersten Entscheidung zugunsten Klenks. Am 1. Oktober wurde das Verfahren einvernehmlich beendet. Florian Klenk erklärte, dass er mit dem Vorwurf „hirnbescheuert“ nicht die Person von Claus Reitan gemeint hat und diesen weder persönlich beleidigen noch dessen Integrität infrage stellen wollte. Beide Journalisten sind sich darin einig, dass Kritik an journalistischen Ergebnissen und journalistischen Methoden jederzeit erhoben werden kann und zulässig sein muss, jedoch ohne persönliche Verunglimpfungen auskommen soll.

## Auszeichnungen
- Concordia-Preis 2000
- Prof. Claus Gatterer-Preis 2002[20][21]
- Prälat-Leopold-Ungar-JournalistInnenpreis 2004
- Kurt-Vorhofer-Preis 2005[22]
- Der Österreichische Journalist: „Journalist des Jahres“ 2005, 2016 und 2021 (sowie Chefredakteur des Jahres 2021)[23][24][25]
- Österreichischer „Investigativer Journalist des Jahres“ 2007, 2008, 2009, 2010 und 2016
- „Männerpreis“ von Alice Schwarzers Emma für eine Reportage über Frauenhandel in Deutschland, 2008
- Journalistenwürdigungspreis „European Journalism Prize Writing for CEE 2009“ für Einsatz für Osteuropa und eine Reportage „Hinter dem Zaun“ über die Zustände in einem in der Ukraine gelegenen Flüchtlingslager[26]
- „Alfred Worm-Würdigungspreis“ für konstant herausragende Leistungen auf dem Gebiet des investigativen Journalismus, 2010
- Walther-Rode-Preis, 2014[27]

## Werke
- Pressefreiheit und Unschuldsvermutung – Rechtsprobleme der Kriminalberichterstattung unter besonderer Berücksichtigung der Europäischen Menschenrechtskonvention und des Mediengesetzes (Dissertation, 2000) (Online, PDF)
- Beim deutschen Weltblatt. In: Reinhard Christl, Silke Rudorfer (Hrsg.): Wie werde ich Journalist/in? Wege in den Traumberuf. LIT, Wien 2007, ISBN 978-3-7000-0687-9, S. 97 ff.
- „Früher war hier das Ende der Welt“ – Reportagen. Paul Zsolnay Verlag, Wien 2011. ISBN 978-3-552-05528-5.
- Mit Doron Rabinovici: „Alles kann passieren!“: Ein Polittheater. 2018, ISBN 978-35520-5943-6
- Konrad Pesendorfer: Zahlen, bitte!: Was Sie schon immer über Österreich wissen wollten. 2018, ISBN 978-38543-9617-8
- Bauer und Bobo: Wie aus Wut Freundschaft wurde, Paul-Zsolnay-Verlag. Wien 2021, ISBN 978-3-552-07259-6.[28]
- Über Leben und Tod: In der Gerichtsmedizin. Paul-Zsolnay-Verlag. Wien 2024, ISBN 978-3-552-07504-7.
- Mit Ingrid Brodnig (Hg.), Gabi Waldner (Hg.), Armin Wolf (Hg.): Praktischer Journalismus. Ein Lehrbuch für den Berufseinstieg und alle, die wissen wollen, wie Medien arbeiten. Falter Verlag, Wien 2024, ISBN 978-3-99166-007-1.